# Tillandsia botteri
Tillandsia botteri är en gräsväxtart som beskrevs av Charles Jacques Édouard Morren och John Gilbert Baker. Tillandsia botteri ingår i släktet Tillandsia och familjen Bromeliaceae. Inga underarter finns listade i Catalogue of Life.